# 凍線
凍線（frost line、frost depth 或 freezing depth）是指冬季時凍結之表層土壤與未凍結之下層土壤間的分界線。

## 不同地點的凍線例子
- 美國
  - 俄亥俄州（2018年）
    - 哥倫布：32 英吋（0.8公尺）[1]

  - 明尼蘇達州（2007年）:
    - 北部各郡：5英尺（1.5）[2][3]
    - 南部各郡：3.5英尺（1.1）[2][3]
- 加拿大
  - 安大略省
    - 渥太華：1.8（5.9英尺） [4][5]
    - 溫莎：1.0（3.3英尺） [4][5]